# فیلیس لوگان
فیلیس لوگان (انگلیسی: Phyllis Logan؛ زادهٔ ۱۱ ژانویهٔ ۱۹۵۶) هنرپیشه اهل اسکاتلند است.
از فیلم‌ها یا برنامه‌های تلویزیونی که وی در آن نقش داشته است، می‌توان به ان‌سی‌اس: تعقیب، دانتون ابی، پوآرو، بیمارستان گود کارما، تیراندازی ماهی، موشک سازی: اثر نامبی، رازها و دروغ‌ها، آخرین قطار برای کریسمس، تهاجم: زمین و  راهی به بالا نیست اشاره کرد.